# Lorca Van De Putte
Lorca Van De Putte (Eksaarde, 3 april 1988) is een Belgische voetbalster die sinds 2013 uitkomt voor Kristianstads DFF in de Zweedse vrouwencompetitie Damallsvenskan.

## Carrière

### Jeugd en Eerste Klasse
Van De Putte begon haar carrière bij de jongens van SKL Doorslaar, waarna ze naar Sinaai Girls verhuisde. In de eerste klasse van het Belgisch vrouwenvoetbal maakte ze al vlug furore met haar fabelachtige traptechniek, evenals haar voorzetten, rushes en haar karaktervoetbal.

### FC Twente
Op een Nederlandse voetbalstage ontging dit ook Mary Kok-Willemsen (huidig trainster van FC Twente) niet, en bij de opstart van de eredivisie voor vrouwen kwam Van De Putte dan ook bij dit team terecht. Op de 2e speeldag verscheen Van de Putte in de basis, om deze plaats niet meer af te staan. Op 24 mei 2008 won ze met FC Twente de KNVB beker. Ook werd haar contract met één jaar verlengd. Ook de jaren daarna bleef Van De Putte een vaste kracht in het elftal en is ze een van de spelers met de meeste wedstrijden voor FC Twente achter haar naam. In 2011 won ze de landstitel met de club. In seizoen 2011/12 speelde Van De Putte haar laatste seizoen voor de Tukkers. In de slotfase van de competitie moest ze verstek laten gaan door een operatie aan haar schouder. Ze verliet FC Twente voor RSC Anderlecht omdat dit beter te combineren was met haar studie.

### Kristianstads DFF
Na slechts één seizoen bij RSC Anderlecht verliet Van De Putte in april 2013 de Women's BeNe League voor een nieuw avontuur in het buitenland. Ze trok naar de Kristianstads DFF, een club uit de Zweedse vrouwencompetitie Damallsvenskan.

## Erelijst
- KNVB beker: 2008 (FC Twente)
- Landskampioen Nederland: 2011 (FC Twente)

## Statistieken
| Seizoen | Club              | Land      | Competitie          | Wedstrijden | Doelpunten |
| ------- | ----------------- | --------- | ------------------- | ----------- | ---------- |
| 2002/03 | Sinaai Girls      | België    | Provinciale Klasse  | ?           | ?          |
| 2004/05 | Sinaai Girls      | België    | Eerste Klasse       | ?           | ?          |
| 2005/06 | Sinaai Girls      | België    | Eerste Klasse       | ?           | ?          |
| 2006/07 | Sinaai Girls      | België    | Eerste Klasse       | ?           | ?          |
| 2007/08 | FC Twente         | Nederland | Eredivisie          | 19          | 1          |
| 2008/09 | FC Twente         | Nederland | Eredivisie          | 24          | 0          |
| 2009/10 | FC Twente         | Nederland | Eredivisie          | 14          | 0          |
| 2010/11 | FC Twente         | Nederland | Eredivisie          | 20          | 0          |
| 2011/12 | FC Twente         | Nederland | Eredivisie          | 13          | 1          |
| 2012/13 | RSC Anderlecht    | België    | Women's BeNe League | 13          | 0          |
| 2013    | Kristianstads DFF | Zweden    | Damallsvenskan      | 22          | 1          |
| 2014    | Kristianstads DFF | Zweden    | Damallsvenskan      | 8           | 0          |
| 2015    | Kristianstads DFF | Zweden    | Damallsvenskan      | 17          | 0          |
| 2016    | Kristianstads DFF | Zweden    | Damallsvenskan      | 16          | 0          |

Bijgewerkt op 31 januari 2015